# Krankenhaus St. Elisabeth Bad Hersfeld
Das Krankenhaus St. Elisabeth Bad Hersfeld war ein Krankenhaus in Bad Hersfeld. Es bestand zwischen 1946 und 2012. Das Gebäude wird weiterhin medizinisch genutzt, jetzt als ein Standort des Herz-Jesu-Krankenhaus Fulda.

## Geschichte

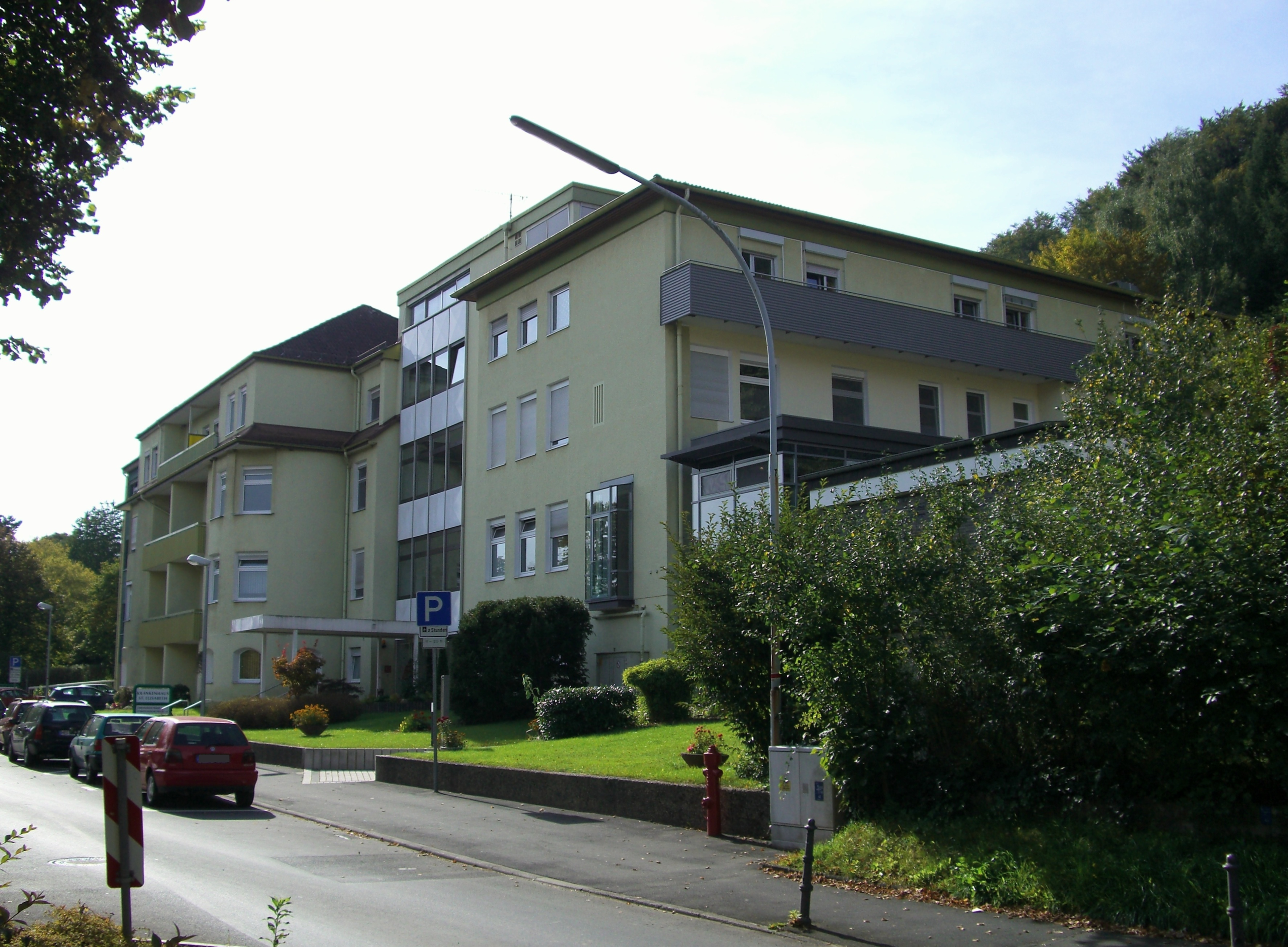
Krankenhaus St. Elisabeth Bad Hersfeld

Im Jahre 1928 erwarben Katholische Ordensschwestern der Kongregation der Dienerinnen des heiligsten Herzens Jesu, mit Mutterhaus in Wien, eine Villa und gründeten ein Kur- und Erholungsheim. Die Schwestern betreuten zudem Bedürftige und Kinder aus dem Umkreis und erteilten auch Musikunterricht. 1946 wurde die Entscheidung getroffen, das Haus als Krankenhaus weiterzuführen.
Im Jahre 1965 wurde ein neues Gebäude mit Operationssaal, Röntgenabteilung, Kreißsaal, Labor, Küche, Schwesternzimmern und Notstromaggregat eröffnet. Die erste Entbindung fand noch im selben Jahr statt. 1966 wurde eine Kapelle errichtet.
Ab 2003 befand sich das Haus in Trägerschaft der Barmherzigen Schwestern vom hl. Vinzenz von Paul in Fulda.
Zu den Fachabteilungen des Hauses gehörten 2007 Chirurgie, Gynäkologie und Geburtshilfe, Hals-Nasen-Ohren-Heilkunde und Innere Medizin. Die Innere Medizin zählte die Leistungsschwerpunkte: Onkologie, Hämatologie und Palliativmedizin, Gastroenterologie, Diabetologie und Altersmedizin.
In der hessischen Landeskrankenhausplanung wurde es 2005 noch in der Grundversorgung für die Region Fulda/Bad Hersfeld aufgeführt, unter dem Vorbehalt der wirtschaftlichen Sicherung. Das Haus verfügte zuletzt über 54 Betten. Insgesamt waren 71 Mitarbeiter beschäftigt, darunter 10 Ärzte. Jährlich wurden etwa 2.000 Patienten stationär behandelt. Pro Jahr fanden etwa 100 Entbindungen statt, zu etwa gleichen Anteilen als Spontangeburt und Schnittentbindung. Im Bereich der Entbindungen und anderen Bereichen stand das Haus im Mitbewerb mit größeren Kliniken, unter anderem dem Klinikum Bad Hersfeld. Zu den Verwaltungsdirektoren zählte Christoph Schwab. Das Krankenhaus schloss zum 31. März 2012.
Nach Umbauarbeiten werden nun die Räumlichkeiten in Bad Hersfeld von der Abteilung der Kinder- und Jugendpsychiatrie, Psychosomatik und Psychotherapie der Herz-Jesu-Krankenhaus Fulda gGmbH genutzt. Seit 2015 ist die kinder- und jugendpsychiatrische Institutsambulanz und Tagesklinik in den umgebauten Räumlichkeiten des bisherigen St. Elisabeth-Krankenhauses Bad Hersfeld in Betrieb, wobei das Behandlungsangebot somit die ambulante als auch die teilstationäre Versorgung erfasst. Ferner ist zur Abdeckung des Schulbedarfs an die Abteilung eine Außenstelle der Fuldaer St.Lioba-Schule (Schule für Kranke) mit eigenen Unterrichtsräumen im gleichen Gebäude angegliedert, sodass die Möglichkeit gegeben ist, die verschiedenen Schulformen zu unterrichten. Ein multiprofessionelles Behandlungsteam aus Ärzten, Psychologen, Therapeuten, Gesundheits- und (Kinder-)Krankenpflegern, Sozial- und Heilpädagogen, Erziehern, Heilerziehungspflegern, Ergo-, Bewegungs-, Ernährungstherapeuten sowie Logopäden stehen zur Verfügung, um Kindern und Jugendlichen mit ganz unterschiedlichen Störungsbildern zu behandeln und zu betreuen.